# Résolution 605 du Conseil de sécurité des Nations unies
Membres permanents
- Chine
- États-Unis
- France
- Royaume-Uni
- URSS

Membres non permanents
- Allemagne de l'Ouest
- Argentine
- Bulgarie
- Congo
- Ghana
- Italie
- Japon
- Émirats arabes unis
- Venezuela
- Zambie

Résolution no 604 Résolution no 606
La résolution 605 est une résolution du Conseil de sécurité de l'ONU votée le 22 décembre 1987. 
Après avoir entendu un représentant du Yémen du Sud et rappelé les conventions de Genève et les résolutions 446 (1979), 465 (1980), 497 (1981) et 592 (1986) du Conseil de sécurité, ce dernier condamne Israël, « Puissance occupante », pour avoir violé les droits de l'homme du peuple palestinien et en particulier l'armée israélienne ayant ouvert le feu, tuant ou blessant des civils palestiniens sans défense.
La résolution 605 est adoptée par 14 voix contre zéro et avec l'abstention des États-Unis lors de la 2 777 ème séance.